# ASD San Gregorio Catania Rugby 2011-2012

## Eccellenza 2011-12

### Stagione regolare
| Incontro                     | Andata | Ritorno |
| ---------------------------- | ------ | ------- |
| San Gregorio — I Cavalieri   | 24-55  | 14-43   |
| Crociati — San Gregorio      | 26-21  | 13-7    |
| San Gregorio — Rovigo        | 23-17  | 5-39    |
| Calvisano — San Gregorio     | 36-3   | 19-8    |
| San Gregorio — L’Aquila      | 18-15  | 16-19   |
| Petrarca — San Gregorio      | 38-5   | 13-19   |
| Reggio Emilia — San Gregorio | 20-15  | 22-13   |
| San Gregorio — S.S. Lazio    | 17-25  | 16-37   |
| Mogliano — San Gregorio      | 75-5   | 20-7    |

#### Risultati della stagione regolare
| Posizione | G  | V | N | P  | PF  | PS  | DP   | B | Pt |
| --------- | -- | - | - | -- | --- | --- | ---- | - | -- |
| 10ª       | 18 | 3 | 0 | 15 | 236 | 532 | +296 | 4 | 16 |

## Trofeo Eccellenza 2011-12

### Prima fase

#### Girone B
| Incontro                  | Andata | Ritorno |
| ------------------------- | ------ | ------- |
| S.S. Lazio — San Gregorio | 28-10  | 14-24   |
| San Gregorio — L’Aquila   | 24-12  | 26-27   |

##### Risultati del girone B
| Posizione | G | V | N | P | PF | PS | DP | B | Pt |
| --------- | - | - | - | - | -- | -- | -- | - | -- |
| 2ª        | 4 | 2 | 0 | 2 | 84 | 81 | +3 | 3 | 11 |

## Verdetti
- San Gregorio retrocesso in serie A1.